# 佐藤薫 (気象学者)
佐藤 薫（さとう かおる、1961年 - ）は、日本の気象学者。東京大学大学院理学系研究科教授（地球惑星科学専攻）。

## 人物
1961年福島県いわき市生まれ。
1980年3月にお茶の水女子大学文教育学部附属高等学校を卒業、1984年3月に東京大学理学部地球物理学科を卒業し、1986年3月に同大学大学院理学系研究科修士課程（地球物理学専門課程）を修了した。一旦民間企業に就職したが、1988年4月に京都大学大学院理学研究科博士後期課程（地球物理学専攻）に編入学、1991年3月に修了し、京都大学理学博士の学位を取得した。
学位取得後は、1991年4月から1993年3月に日本学術振興会特別研究員（京都大学）、1993年7月から1995年3月に東京大学気候システム研究センター助手、1995年4月から1999年11月に京都大学大学院理学研究科助手を務めた。1999年12月から2004年3月に国立極地研究所北極圏環境研究センター助教授、2004年4月から2005年9月に同研究所研究・教育系助教授を務めた。2005年10月に東京大学大学院理学系研究科教授に就任し、2023年4月からは同研究科の副研究科長を務めている。その間、1995年7月から2000年8月までの間、数度にわたり米国のNorthWest Research Associatesの招聘研究員として研究を行った。
国立極地研究所助教授時代に、堤雅基・佐藤亨らと共に、南極では世界初の大型大気レーダー研究計画である「南極昭和基地大型大気レーダー計画　PANSY (Program of the Antarctic Syowa MST/IS radar) 」を立ち上げた。南極での稼働を実現するために、PANSYレーダーの開発には、徹底した省エネ化・強風に耐えるアンテナの軽量化・設置工程の簡略化等が必要であったが、これらを達成し、大型研究費を得て、2011年3月にPANSYレーダーの昭和基地への設置を実現した。
PANSYレーダーのフィージビリティスタディのため2002年11月から2004年3月までは第44次日本南極地域観測隊員として昭和基地で越冬し、国際共同オゾンホール観測にも参加した。さらに、2018年11月から2019年3月までは第60次日本南極地域観測隊夏隊員として、南極から北極に及ぶグローバルな大型大気レーダー観測網による国際共同観測を主導した。
また、大気重力波（大気の浮力を復元力とする、水平波長10kmから1000kmの小規模な大気波動）を高解像大気大循環モデルで再現する研究を、1990年代始めに世界に先駆け開始した。特に、大気重力波の卓越周期、3次元伝播、成層圏・中間圏の大気大循環や赤道準2年周期振動における役割などを解明した。データ同化システムの開発を経て、大型大気レーダー網による国際共同観測で捉えた大気重力波の変動を、高解像大気大循環モデルによる再現する実験を行い、成層圏・中間圏・下部熱圏を介した南北両半球結合のメカニズム解明を行った。
2020年には、女性では初めて日本気象学会理事長に就任し、2022年には同じく女性では初めて日本地球惑星科学連合の大気水圏科学セクションプレジデントに就任した。

## 研究分野
- 大気重力波の発生および3次元伝播
- 準2年周期振動の駆動メカニズム
- 大気大循環と大気波動の相互作用
- 成層圏・中間圏における半球内結合と南北両半球結合
- 南極昭和基地大型大気レーダーによる南極大気精密観測とに基づく南極大気の地球気候への役割解明

## 主な受賞
- 1991年 - 日本気象学会 山本・正野論文賞[10]
- 1998年 - 日本気象学会 学会賞[11]
- 2014年 - 文部科学大臣表彰 科学技術賞（開発部門）[12]
- 2015年 - 海洋立国推進功労者表彰（内閣総理大臣賞）[13]
- 2018年 - 日本気象学会 藤原賞[14]
- 2018年 - AOGS Atmospheric Sciences Section Distinguished Lecturer[15]
- 2021年 - 紫綬褒章[16]
- 2022年 - 日本地球惑星科学連合フェロー[17]

## 国内外学会活動
- 日本気象学会 - 理事長 (2020-2023)
- 日本地球惑星科学連合 - 大気水圏科学セクションプレジデント
- 日本学術会議 - 連携会員
- IUGG/IAMAS/ICMMA - Commission メンバー
- SCOSTEP - Scientific Discipline Representative
- WCRP/SPARC - SSG メンバー、Gravity waves activity co-leader

## 参考
1. ↑  “南極昭和基地大型大気レーダー計画 | PANSY - Program of the Antarctic Syowa MST/IS Radar”. pansy.eps.s.u-tokyo.ac.jp. 2024年6月29日閲覧。
2. ↑  “PANSYレーダーが南極最大の大気レーダーとして本格観測開始”. www.nipr.ac.jp. 2024年6月29日閲覧。
3. ↑  「第44次日本南極地域観測隊報告」。
4. ↑  「第60次日本南極地域観測隊報告」2020年10月。
5. ↑  “Interhemispheric Coupling Study by Observations and Modelling (ICSOM) | Projects | PANSY - Program of the Antarctic Syowa MST/IS Radar”. pansy.eps.s.u-tokyo.ac.jp. 2024年6月29日閲覧。
6. ↑  佐藤薫 (1999). “中層大気重力波の研究 一1998年度日本気象学会賞受賞記念講演一”. 天気 46 (12):  3-18.
7. ↑  佐藤, 薫 (2019). “南極昭和基地大型大気レーダー計画（pansy）と高解像中層大気力学研究”. 天気 66 (1):  5–15. doi:10.24761/tenki.66.1_5.
8. ↑  “日本気象学会歴代理事長等一覧 | 公益社団法人 日本気象学会” (2020年8月20日). 2024年6月29日閲覧。
9. ↑  “セクションプレジデント履歴 | 日本地球惑星科学連合”. www.jpgu.org. 2024年6月29日閲覧。
10. ↑  “山本・正野論文賞 歴代受賞者一覧 | 公益社団法人 日本気象学会” (2014年8月28日). 2024年6月29日閲覧。
11. ↑  “日本気象学会賞 歴代受賞者一覧 | 公益社団法人 日本気象学会” (2014年8月28日). 2024年6月29日閲覧。
12. ↑  “平成26年度科学技術分野の文部科学大臣表彰受賞者等の決定について：文部科学省”. warp.ndl.go.jp. 2024年6月29日閲覧。
13. ↑  “報道発表資料：第８回海洋立国推進功労者表彰（内閣総理大臣賞）について - 国土交通省”. www.mlit.go.jp. 2024年6月29日閲覧。
14. ↑  “藤原賞 歴代受賞者一覧 | 公益社団法人 日本気象学会” (2014年8月28日). 2024年6月29日閲覧。
15. ↑  “AOGS 2018”. www.asiaoceania.org. 2024年6月29日閲覧。
16. ↑  “令和3年春の褒章受章者名簿 : 日本の勲章・褒章 - 内閣府”. 内閣府ホームページ. 2024年6月29日閲覧。
17. ↑  “JpGUフェロー | 日本地球惑星科学連合”. www.jpgu.org. 2024年6月29日閲覧。